# Cinta Castillo Jiménez
María Cinta Castillo Jiménez, née le 10 octobre 1965 à Huelva en Andalousie, et morte le 30 octobre 2013, est une femme politique espagnole membre du PSOE.

## Éléments personnels
Cinta Castillo fait ses études à l'université de Séville. Elle y passe son doctorat en droit. Tout en exerçant la profession d'avocat, elle enseigne le droit de l'informatique à l'École technique supérieure d'ingénierie informatique de l'université de Séville. Elle publie le résultat de ses recherches — essentiellement orientées vers la protection des données — dans des monographies ou des revues spécialisées.

## Carrière politique
Elle entre en politique en adhérant au PSOE en 1988. Elle intègre la direction andalouse du parti, où elle s'occupe de l'éducation et de la recherche.
De 1998 à 2000, Cinta Castillo dirige l'Institut de la Femme de Huelva. Elle est élue en 2000 députée de la province de Huelva au Parlement d'Andalousie. Son activité au parlement andalou sont centrées sur la justice, la femme et l'éducation. De 2000 à 2004, elle est secrétaire du PSOE andalou, chargée des questions de l'égalité. Réélue députée en 2004, elle est désignée sénatrice par le parlement régional pour représenter l'Andalousie à la chambre haute des Cortes. Au sein de cette assemblée, elle est porte-parole du PSOE à la commission de la Recherche, du Développement et de l'Innovation.
En 2008, Manuel Chaves la nomme pour diriger le département de l'environnement du Conseil de gouvernement de l'Andalousie, en remplacement de Fuensanta Coves, élue présidente du Parlement d'Andalousie